# Beijing International Challenger 2011
Der Beijing International Challenger 2011 war ein Tennisturnier der ATP Challenger Tour 2011 für Herren und ein Tennisturnier des ITF Women’s Circuit 2011 für Damen in Peking. Sie fanden zeitgleich vom 1. bis 7. August 2011 statt.